# Stauropides superba
Stauropides superba är en fjärilsart som beskrevs av Druce 1894. Stauropides superba ingår i släktet Stauropides och familjen nattflyn. Inga underarter finns listade i Catalogue of Life.